# أولينا كريفيتسكا
أولينا كريفيتسكا هي لاعبة مبارزة سلاح أوكرانية، ولدت في 23 فبراير 1987.

## روابط خارجية
- أولينا كريفيتسكا على موقع الاتحاد الدولي للمبارزة (الإنجليزية)
- أولينا كريفيتسكا على موقع الاتحاد الأوروبي للمبارزة (الإنجليزية)
- أولينا كريفيتسكا على موقع اللجنة الأولمبية الدولية (الإنجليزية)
- أولينا كريفيتسكا على موقع أوليمبيديا (الإنجليزية)